# 馬里亞尼夫卡 (拉多梅什利區)
50°26′6″N 29°14′14″E / 50.43500°N 29.23722°E
馬里亞尼夫卡（烏克蘭語：Мар'янівка）是烏克蘭北部的村莊，隸屬日托米爾州的日托米爾區。該村面積0.3平方公里，海拔高度149米，2001年人口113，人口密度每平方公里379.19人。